# Kościół św. Bartłomieja w Płóczkach Górnych
Kościół św. Bartłomieja w Płóczkach Górnych – zabytkowy kościół filiarny w Płóczkach Górnych, w gminie Lwówek Śląski, w powiecie lwóweckim (woj. dolnośląskie). Należy do dekanatu Lwówek Śląski (Parafia Wniebowzięcia Najświętszej Maryi Panny w Lwówku Śląskim).

## Historia
Świątynię wzniesiono ok. 1241 r. Budynek przebudowany w latach: ok. 1520 (wieża i prezbiterium), rozbudowany w 1558 r. i przebudowany ponownie w 1744 r. z drewnianym, malowanym stropem z tego okresu. W latach 1556–1654 kościół ewangelicki. Odrestaurowany w XIX w.

## Architektura
Orientowany, murowany z kamienia, jednonawowy z wielokątnie zakończonym prezbiterium, z wieżą od strony zachodniej. Wnętrza nakryte są drewnianym stropem kasetonowym ozdobionym malowaną dekoracją akantową
W 2017 r. zostało wymienione pokrycie dachu wieży kościoła. 

## Wyposażenie
Zachowały się: dwa skrzydła malowane z tryptyku pochodzącego z ok. 1500 r.; późnogotyckie sakramentarium przyścienne, barokowe, rzeźbione w drzewie; ołtarz główny, ambonę i prospekt organowy oraz kilka epitafiów i płyt nagrobnych z XVI-XVIII w. Wewnątrz kościoła znajdują się dwie gotyckie rzeźby z XV wieku: Madonny i św. Barbary. Na jednym z ciosów widać znak murarski z lat 1522/1523, identyczny z tym znajdującym się w oknie lwóweckiego ratusza. Z tego czasu pochodzą ozdobione maswerkami, gotyckie okna.

## Otoczenie
Oprócz kościoła zachowała się dawna, barokowa pastorówka z 1753 r.
Przy kościele znajduje się cmentarz, a dookoła otoczony jest murem. W pobliżu kościoła znajduje się skrytka przeznaczona do geocachingu.